# Aristippos von Kyrene

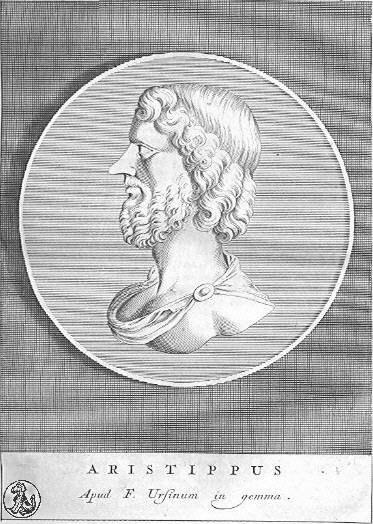
Aristippos von Kyrene

Aristippos von Kyrene (altgriechisch Ἀρίστιππος ὁ Κυρηναίος Aristippos hò Kyrēnaíos, latinisiert Aristippus Cyrenaeus; * ungefähr 435 v. Chr. in Kyrene; † ungefähr 355 v. Chr.) war ein griechischer antiker Philosoph. Er gilt als Begründer der kyrenaischen Schule und des Hedonismus.
Aristippos war ein Schüler des Sokrates. Seine Schriften sind verloren; erhalten sind lediglich etliche Berichte über Leben und Lehre, sogenannte Testimonien.

## Überlieferung und Überlieferungsschwierigkeiten
Die frühesten Quellen zu Aristippos sind Xenophon, Platon und Aristoteles. Die wichtigsten der späteren antiken Quellen sind Diogenes Laertios (vor allem zum Leben und ethischen Ansichten), Eusebios von Caesarea (zu den ethischen Ansichten) sowie Plutarch, Sextus Empiricus und Eusebios von Caesarea (zu den erkenntnistheoretischen Ansichten).
Generell lassen sich die Berichte über Aristippos nicht immer leicht von denen über seinen gleichnamigen Enkel trennen. Was aber schwerwiegender ist, ist die Tatsache, dass in vielen Testimonien von den Kyrenaikern, nicht speziell von Aristippos oder anderen Philosophen die Rede ist. Ob die Ansichten der Kyrenaiker schon Aristippos zuzuschreiben sind oder erst später in der heute erhaltenen Form entstanden, ist eine in der Forschung äußerst umstrittene und nur mehr schwer klärbare Frage. Bis zum 20. Jahrhundert war man der Ansicht, dass ersteres zutrifft. 1916 widersprach Evangelos Antoniadis dem und führte die Lehre der Kyrenaiker auf Aristippos den Jüngeren und andere Nachfolger Aristippos' zurück. Aristippos' selbst sei mehr ein praxisorientierter Lebenskünstler, als ein Philosoph gewesen. Bis heute werden beide Ansichten vertreten.

## Leben
Die Lebensdaten Aristippos' sind nur ungefähr bekannt. Aus Angaben Diogenes’ Laertios hat man erschlossen, dass er spätestens um 430 v. Chr. geboren wurde. Laut Diodor hat er 366 v. Chr. noch gelebt. Plutarch berichtet von einem Treffen mit Platon, als dieser sich zum dritten Mal in Syrakus aufhielt (361/360 v. Chr.). Ob die Angabe, er sei während der Regierungszeit Dionysios II. gestorben (also vor 356 v. Chr.), eine Erfindung ist, ist umstritten. Man nimmt an, dass Aristippos bis in die 350er v. Chr. gelebt hat.
Der Vater des im nordafrikanischen Kyrene geborenen Aristippos hieß Aretades, die Mutter Mika. Er soll anlässlich eines Besuchs der Olympischen Spiele den Sokratesschüler Ischomachos getroffen haben, dessen Berichte ihn veranlassten, nach Athen zu gehen, um Sokrates selbst kennenzulernen. Er gehörte dort einige Zeit zu den Schülern Sokrates’ und hatte wohl auch Kontakt zu Platon. In seinem weiteren Leben verließ er Athen, um auf eigene Rechnung umherzuziehen. Seine Reisen brachten ihn vermutlich mehrmals nach Syrakus, in Korinth soll er eine Beziehung zu der bekannten Hetäre Lais von Korinth gehabt haben. Einmal soll er Schiffbruch erlitten haben, darüber hinaus geriet er in persische Gefangenschaft und soll auch einmal aus Kyrene verbannt worden sein. Wann er nach Kyrene zurückgekehrt ist und dort seine Schule gegründet hat, ist unbekannt.
Für seinen Unterricht verlangte Aristippos als erster der Sokratesschüler eine Bezahlung. Sein Verhältnis zu Platon, Antisthenes und Xenophon dürfte schlecht gewesen sein, das zu Aischines von Sphettos dafür gut. Zu seinen Schülern zählten unter anderen seine eigene Tochter, die Philosophin Arete von Kyrene und Antipater von Kyrene. Nach Aristippos' Tod übernahm seine Tochter Arete die Leitung seiner Schule. Auch sein gleichnamiger Enkel und Sohn seiner Tochter Arete, Aristippos der Jüngere wurde später ein bekannter Vertreter der kyrenaischen Philosophie.
Was den Charakter Aristippos' betrifft, berichten die Quellen von seiner heiteren Natur, seiner Beherrschtheit und seiner Fähigkeit, in allen Lebenslagen, in Freude und in Not, eine distanzierte Gelassenheit zu bewahren. Luxus und Unterhaltung gegenüber soll er nicht abgeneigt gewesen sein, ohne sich davon oder von anderen abhängig zu machen. Bekannt ist Aristippos' Ausspruch über seine Beziehung zu Lais: „Ich habe sie, aber sie hat mich nicht.“ Oft wird dies mit einer angenommen, selbständig-unabhängigen Grundeinstellung Aristippos' gegenüber Personen, Dingen und Gefühlen in Zusammenhang gebracht. Horaz spricht in Bezug auf Aristippos von einer Kunst, sich nicht den Dingen, sondern die Dinge sich zu unterwerfen.

## Schriften
Diogenes Laertios hat im 3. Jahrhundert widersprüchliche Informationen über die bereits damals verlorenen Schriften Aristippos' gesammelt. Ein erstes bei ihm zu findendes Schriftenverzeichnis zählt 23 Titel auf, ein zweites nur 12 (wobei 6 Titel in beiden Verzeichnissen zu finden sind). Unter den erwähnten Schriften befinden sich sowohl Dialoge als auch Traktate. Auch ein Brief an seine Tochter Arete, eine Geschichte Libyens und so genannte Diatriben werden erwähnt. Einige Autoren, so Diogenes Laertios, berichten hingegen, dass Aristippos nie Schriften verfasst hat; dies wird heute als eine Fehlinformation angesehen.
Die im Corpus der Sokratikerbriefe erhaltenen Briefe – darunter einer an seine Tochter – und die Schrift Über die Üppigkeit der alten Zeit sind Fälschungen aus späterer Zeit. Fälschlicherweise zugeschrieben wurde ihm die Schrift Über die Naturphilosophen sowie zwei weitere Schriften bei Ibn al-Qifti. Laut Diogenes Laertios haben sowohl Speusippos als auch Stilpon einen Dialog nach Aristippos benannt.

## Lehre
Da Aristippos' Lehre in den antiken Berichten oft nicht von der anderer Kyrenaiker unterschieden wird, siehe dazu: Lehre der Kyrenaiker
Die Kyrenaiker beschäftigten sich in erster Linie mit ethischen Fragen. Das Gute und das Ziel des menschlichen Lebens war für sie die lustvolle Empfindung, das Schlechte die schmerzvolle Empfindung. Dabei stellten sie die körperliche Lust über die seelische.
„Ich besitze die Hetäre Lais, bin aber nicht von ihr besessen […] Denn die Begierden zu beherrschen und ihnen nicht zu unterliegen, ist am besten, nicht der völlige Besitz auf sie.“

## Rezeption
In der Neuzeit könnten manche Äußerungen Rousseaus von Aristipp inspiriert sein. Eine Nähe zu gegenwärtigen hedonistischen Strömungen wird man hingegen als äußerlich ansehen müssen.
Der Grund, dass der Name Aristipp heute in Deutschland noch einige, wenn auch meist wenig bestimmte Erinnerungen wachruft, dürfte darin liegen, dass Christoph Martin Wieland ihn zum Helden seines bedeutenden Briefromans Aristipp und einige seiner Zeitgenossen gemacht hat, der zu einem guten Teil der politischen Aufklärung des 18. Jahrhunderts seine Stimme verlieh. In der einen oder anderen Weise wirkt das von Wieland dem aristippischen Lebensstil gesetzte Denkmal in der Rezeption der Antike und in Teilen der deutschen Literatur fort. Wenn die Wielandrezeption nach seinem Tode auch zurückging, so haben doch Kenner später gern bei ihm Rat geholt. Arno Schmidt, den nach eigenem Bekunden Wieland begeisterte, hat ihm seine Reverenz erwiesen, indem er seine Fouqué-Biographie unverkennbar in direkter Anlehnung an Wielands Aristipp betitelt hat.
Theodor Gomperz hat darauf hingewiesen, dass die aristippische Lebenskultur viele Jahrhunderte später, vielleicht in etwas affektierterer Form, eine gewisse Entsprechung in der Welt der französischen Salons des 18. Jahrhunderts gefunden hat. Er zitiert dazu einen Satz Montesquieus, der als Zusammenfassung dessen, was auch Aristipps charakterliche Veranlagung gewesen sein könnte: „Meine Maschine ist so glücklich zusammengesetzt, dass ich von allen Gegenständen lebhaft genug ergriffen werde, um sie zu genießen, nicht lebhaft genug, um darunter zu leiden.“

## Bildnisse
Zwei antike Hermen, auf denen jeweils ein Mann und eine Frau dargestellt sind, wurden von einigen Forschern als Aristippos und seine Tochter Arete angesehen; es gibt allerdings jeweils auch andere Identifikationsvermutungen. Eine der Hermen befindet sich in Berlin (von Karl Schefold als Aristippos gedeutet), die andere im Musée Antoine Vivenel in Compiègne (von J. F. Crome als Aristippos gedeutet).
Im Palazzo Spada in Rom befindet sich eine sitzende Statue, die eine verstümmelte Inschrift trägt. Diese beginnt mit ARIST, wird dann unleserlich und lässt Platz für ungefähr vier Buchstaben. Der letzte Buchstabe ist wieder leserlich und ein S. Es könnte sich also um Aristippos, aber auch um Aristoteles, Aristeides oder Ariston von Chios handeln.